# 箱根小涌園
箱根小涌園（はこねこわきえん）は、神奈川県足柄下郡箱根町二ノ平および小涌谷にある藤田観光が所有・経営するリゾート。箱根ホテル小涌園（2018年1月の閉館後に建て替えられ2023年7月に新装オープン）などで構成される。三井家の別荘地から展開し、複数の登録有形文化財建造物を所有。中華人民共和国各界代表・訪日団体および同国要人の訪問拠点となっている（後節参照）。

## 概要
「箱根ホテル小涌園」を筆頭とする宿泊施設、日帰り入浴・温泉レジャー施設の「ユネッサン」、「箱根小涌園 天悠」（てんゆう）および「箱根小涌園 美山楓林」（みやまふうりん）などからなる。このうち箱根ホテル小涌園は2018年1月に老朽化のため閉館したが、建て替えられ、2023年7月12日に新装オープンした。
県道734号線の終点が国道1号に合流（分岐）するY字型交差点の周辺に所在する。交差点付近の標高は約620Mで、小涌谷駅から国道1号で直線距離500m、実際の道路延長では1100ｍほど離れている。
この他、厳密には小涌園に含まれないが、周辺に藤田観光およびグループ会社が分譲したリゾートマンションの「箱根リゾートマンション」と「ヴェルデの森箱根ヴィラマンション」、リゾート会員向け宿泊施設の「ウィスタリアンライフクラブヴェルデの森」、別荘用分譲地など一帯の敷地面積は20万坪に及び、箱根におけるリゾート開発地としては有数の業容を誇る。全域が富士箱根国立公園の特別地域であり景観を意識していることと、数十年にわたり個別に施設を開発開業していることで、施設相互の関連が薄く案内看板類は控えめである。
ホテル小涌園のある場所は国道1号に面し、正月の箱根駅伝では実況報道地点となっている。特に日本テレビにおける『新春スポーツスペシャル箱根駅伝』では中継所以外で唯一のアナウンサー配置地点となっており、番組内では地名（小涌谷）ではなく施設名の「小涌園」（小涌園前）と紹介するが、これは日本テレビで中継を開始した際、スタッフに宿泊所を提供したことへの感謝によるものである。
小涌園の名称はもともとは所在地の小涌谷温泉に由来するが、藤田観光が各地に展開したリゾートホテルにも小涌園の名称が使用されている。しかし、規模および利用者の多さから単独で小涌園と呼ぶ場合当施設を指すことも多い。
伝統的に労働組合が強く、サービス連合の本部役員をたびたび輩出、2009年10月6日には連合の支持する連立政権が誕生した直後に民主党の懇親会の誘致に成功し、鳩山由紀夫首相来訪があった。

### 箱根地区再開発
2017年2月14日、藤田観光は施設の老朽化を理由に2018年1月10日をもってホテル小涌園の営業を終了すると発表。その後、予定通り同日を最後に閉館となった。
一方、2016年3月19日には新たなホテルとして「箱根小涌園 美山楓林」、2017年4月20日には新たなホテルとして「箱根小涌園 天悠」が開業した。
箱根ホテル小涌園の跡地の活用策については当初は白紙とされていたが、旧ホテルの名称を含めて復活させることになり、建て替えが行われ2023年7月12日に箱根ホテル小涌園は新装オープンした。

### 中華人民共和国との特別な関係
箱根ホテル小涌園では日中国交正常化以前の1961年4月より中国訪日団体受入を行っており、以来記帳に代わる要人の揮毫や寄贈された書画、写真が保管・編纂されており、2010年に北京で、さらに2012年には中国各界代表団揮毫足跡展として北京および自社施設、名古屋、札幌で公開された。経営する藤田観光においても、2013年より毎年9月の中秋節に箱根小涌園で中国文化にふれる特別イベントを開催（中華人民共和国国家観光局駐日本代表処・中国文化センターと共催）している。

## 沿革
太字は現存 ※施設名に冠される箱根および小涌園は一部省略 〈出典は脚注が無ければ主として『藤田観光50年史』（2005年12月） 〉　
- 1948年5月 - 旅館部開業
- 1949年
  - 藤田観光初代社長小川栄一による、「大衆のためのオアシスをつくる」べく藤田、三井男爵家ほかから40万坪を20年以上かけ取得を開始[3]
  - 11月 - 第1号温泉の噴出
- 1955年4月 - 熱帯植物園・山の遊園地開業
- 1959年4月 - 箱根ホテル小涌園開業
- 1961年4月 - 巴金を代表とする中国訪日団の宿舎となる（その後の中国各界代表団体および要人受入の初回）
- 1962年12月 - 芦ノ湖スカイライン開業
- 1972年7月 - こどもの村開業
- 1981年8月 - 林間学校で訪れた川崎市内4校の小学生と教員431名にのぼる大規模食中毒事件が発生[14]
- 1981年6月 - コンベンションパレス開業
- 1981年11月 - アイスパレス開業
- 1984年8月 - サンシャイン湯〜とぴあオープン
- 1991年8月 - 従業員食堂と旅館部で320名にのぼる大規模食中毒事件が発生[15]
- 1999年
  - 1月 - 旅館部・湯〜とぴあ館・こどもの村が営業終了
  - 7月 - ニューペガサスイン開業（後にユネッサン インに改称）
- 2001年1月 - ユネッサン開業
- 2006年12月 - ホテル小涌園でノロウイルスによる食中毒事件が発生[16]。
- 2007年9月 - 芦ノ湖スカイラインを売却
- 2009年10月 - 民主党懇親会場となり鳩山由紀夫首相以下閣僚および議員多数が訪問・宿泊
- 2010年5月 - 北京の中国人民対外友好協会平和宮で中国各界代表团墨宝展を開催（中国各界要人が箱根小涌園に残した揮毫展の初回）
- 2011年3月11日 - 東日本大震災とその後の余震、計画停電と重油供給難により4月30日までユネッサンを閉鎖（その後もしばらくは部分・短縮営業し、ホテル小涌園の一部レストランは営業していたもののとユネッサン インは閉鎖継続）。
  - ※その後、箱根登山電車への給電と同一変電所の地域で計画停電の除外地域となり、節電を中止して全施設の営業を再開している。
- 2014年10月15日 - 渓谷露天風呂（通称：湯〜とぴあ）が閉鎖、翌朝16日にはユネッサン インも営業終了
- 2016年3月19日 - 箱根小涌園 美山楓林が開業[8]
- 2016年7月1日〜10月31日 - フジテレビのバラエティ番組『めちゃ×2イケてるッ!』とのコラボ企画で「めちゃイケ温泉 小涌園のわき園」を期間限定開業[17]
- 2017年4月20日 - 箱根小涌園 天悠が開業[5][9]
- 2018年1月10日 - ホテル小涌園が営業終了[5][6]
- 2018年3月31日 - B&Bパンシオン箱根が営業終了[18]
- 2023年7月12日 - 箱根ホテル小涌園が新装オープン[1]。

## 施設

### 箱根ホテル小涌園

#### 旧ホテル
吉村順三設計で1959年に竣工した。

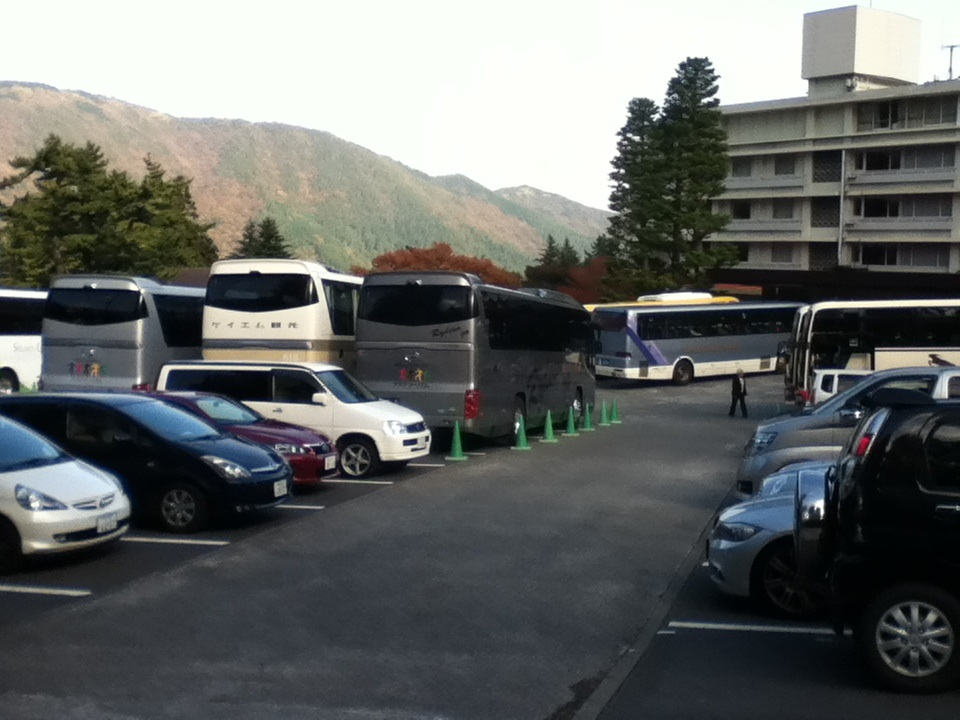
箱根ホテル小涌園（2012年）歩道や大型車普通車の区分のない時期

小涌園では現存する最も古い施設で複数回の増築経て閉館時の客室数は224だった。開業当初は外国人専用ホテルであった経緯から、外国人利用率が高く、JTBの訪日外国人向けツアー「サンライズツアー」の定宿となっていた。また前述の通り、日中国交正常化以前から中華人民共和国要人の往来があり、伝統的に中国人VIP客の受け入れがあった。このため、玄関口での従業員による五星紅旗での歓迎も時折見られた。全室国内のBS放送は視聴できないが、中国語放送の東方衛視は視聴可能となっている他、藤田観光本体の方針によりCCTV（中国中央電視台）も聴取可能とする方針を打ち出すなど、グループ全体での中国人への販売強化の方針とも重なり、中国人の箱根における重要な観光拠点となっていた。旅館部終了（1998年営業終了）後は大衆化・高稼働低価格化路線となり、後年は欧米・中国のみならず台湾人と韓国人のツアー客の利用も急増していた。
前述の通り、老朽化等の理由により2018年1月10日をもって閉館となった。別棟のファミリーマートも同月30日に閉店している。

#### 新ホテル
2018年1月の閉館後、跡地に鉄筋6階建てのホテルに建て替えが行われ、2023年7月12日に新装オープンした。客室数は150室。

### ユネッサン

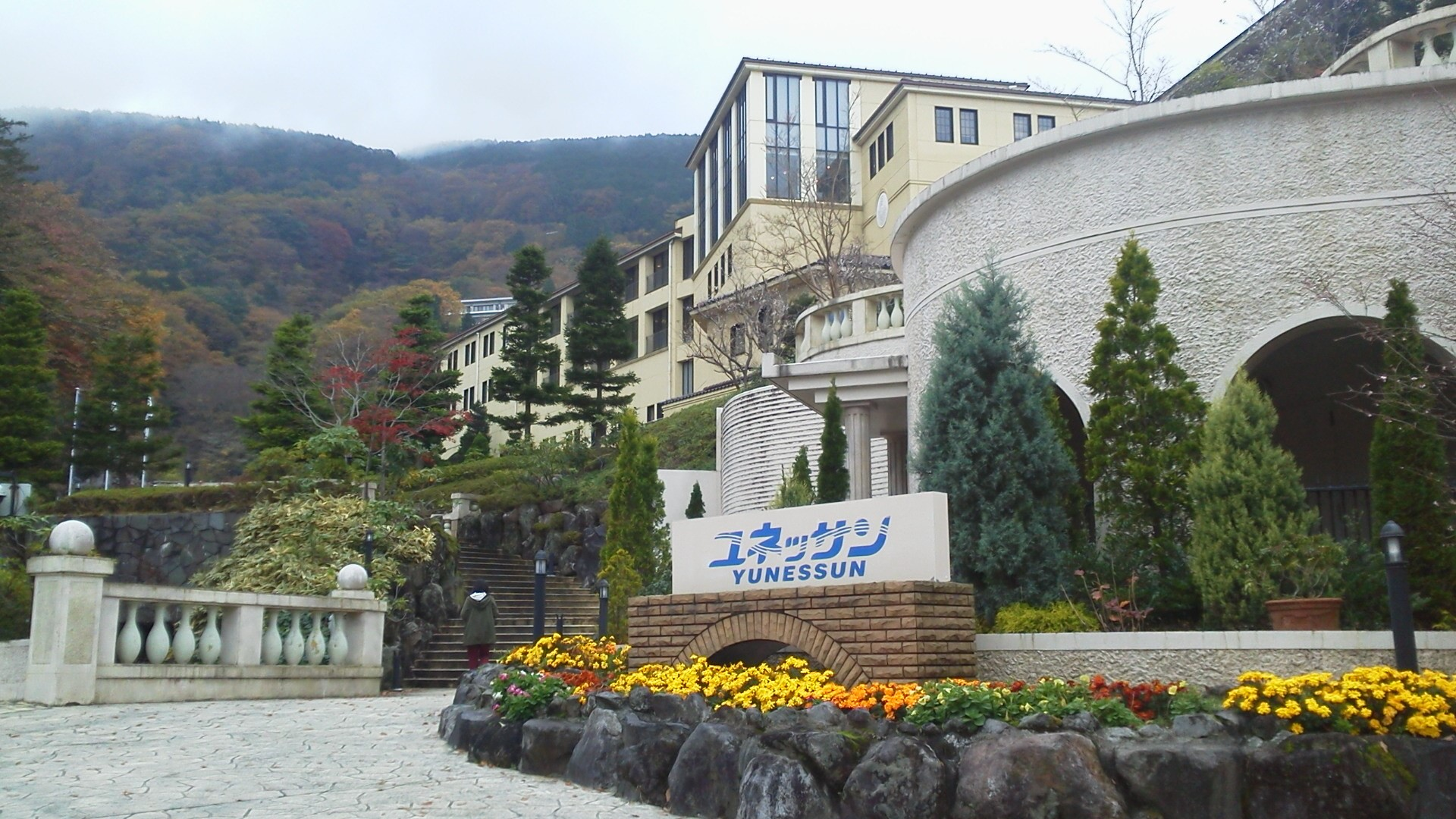
箱根小涌園ユネッサン（2015年11月16日撮影）

箱根小涌園（旅館部）跡地に2001年1月1日（21世紀初日）に開業した温泉テーマパーク。
屋内プール施設の「ユネッサン」ゾーンは、同ジャンルのスパリゾートハワイアンズと同じく水着着用で、ウォータースライダー付きのプール、ドクターフィッシュを入れた足湯がある。かつては死海を超える塩分量で体が浮く浮遊風呂もあった。
屋外の「湯〜とぴあ」（渓谷露天風呂）ゾーンでは、従来忌避されてきた飲食物などを利用した「コーヒー風呂」「緑茶風呂」「日本酒風呂」「ワイン風呂」や「炭風呂」「五右衛門風呂」といった変わり風呂があったが、2014年10月15日に閉鎖。飲食物系プールの一部（酒・ワイン・コーヒー・緑茶風呂）はユネッサン屋内に移設されている。
男女別で裸で入浴する、大浴場と露天風呂で構成される日帰り入浴施設の「森の湯」もある。
入場はユネッサンのみ、森の湯のみの券と、両施設行き来自由のパスポートとがある。
2023年7月の箱根ホテル小涌園の新装オープンに合わせてユネッサンでも大改修が実施され、流れる温水プール（一周80メートル、水深1メートル、幅3メートル）が新設された。このほか幼児向けプールやスライダーも新設された。また、2023年7月15日には新たに貸切露天風呂6棟がオープンすることになった。

### 箱根小涌園 天悠
新たな旗艦施設となる、全室温泉露天風呂付きの地上9階建てのホテル。箱根小涌園における再開発の第一弾として、ユネッサン インと渓谷露天風呂（通称：湯〜とぴあ）の跡地を再開発し2017年4月20日に開業した。

### 箱根小涌園 美山楓林
2016年3月に東部ゴム健康保険組合箱根荘跡に開業、ホテル小涌園の裏手、蓬莱園近くにある。露天風呂は源泉かけ流し。客室は全13室。

## 以前営業していた施設

### B&Bパンシオン箱根
箱根小涌園の女子寮を客室に転用したホテル。リゾートでは珍しいシングルルームが主体のB&B（ベッド・アンド・ブレックファスト）形式で、低料金が特徴。
2018年3月31日の宿泊をもって営業を終了。

### 箱根小涌園（旅館部）
1948年開業、1998年に営業終了の旅館。経営母体藤田観光の椿山荘と並ぶフラッグシップであった。長期間の営業効果で、箱根小涌園と言う場合は旅館単体のことを指すことが一般的となっていたため、箱根ホテル小涌園の宿泊でありながら旅館跡地にあるユネッサンに向かってしまう利用客や、カーナビがユネッサン側を案内してしまう事例が見受けられた。
旅館内にさまざまな娯楽施設を設け、専属の歌手他エンターテイナーが所属し、施設内からのテレビ番組のショー中継も行われるなど居ながらに観光や娯楽が満たされる手法で高度経済成長期における温泉観光の定番として一世を風靡した。

### 箱根小涌園サンシャイン湯〜とぴあ
上記旅館部に付属した日帰り利用主体の大規模温泉レジャー施設。ユネッサンの原型ともいえ、建物や温泉の一部（コーヒー風呂やワイン風呂等は湯～とぴあ当時から存在）をユネッサンが開業後も引き継いでいるが、ポリネシアン風呂など現存しないものもある。

### こどもの村
アスレチックや季節営業のプールを持つ遊園地（現在は閉園している）。

### 芦ノ湖スカイライン
他の施設とは別の芦ノ湖畔西側静岡県境にある一般有料道路。1962年開業、2007年に株式会社NIPPOコーポレーション（現・NIPPO）に営業譲渡された。現在は同社の100%出資子会社である芦ノ湖スカイライン株式会社により経営が行われている。

### ユネッサン イン
旧・箱根小涌園ニューペガサスイン。箱根小涌園（旅館部）の修学旅行向け別館であったペガサス館をユネッサン開業に合わせ改装し単独で営業を開始したホテル。ユネッサンとは建物同士が陸橋で結ばれており、宿泊者はユネッサンを無料で利用できる。2008年6月1日に「箱根小涌園ニューペガサスイン」から「箱根小涌園ユネッサン イン」に名称が変更された。
2014年10月16日の朝食をもって営業を終了。同時に渓谷露天風呂（通称：湯〜とぴあ）および、25メートルプールのエリアも閉鎖された。ユネッサン インと渓谷露天風呂の跡地には新たなホテル「箱根小涌園 天悠」が完成している。

## 交通・シャトルバス
車
- 東名高速道路御殿場インターチェンジから国道138号または小田原厚木道路・西湘バイパス箱根口インターチェンジから国道1号経由

20万坪の敷地に散在する全施設を含め半径2km程度の範囲がすべて同地番（二ノ平1297）である。
シャトルバス
各施設間を朝9時から夜21時（平日は19時）頃までユネッサンキャラクターデザインの無料シャトルバスが約20分間隔で巡回している。B&Bパンシオン箱根のみ1.2kmほど離れているが、残りの施設は隣接しており徒歩での移動も可能。混雑時には増便のうえ一般車両も投入される。白ナンバーの送迎バス扱いのため国道上である路線バス小涌園バス停での乗降は出来ず、路線バスとの相互の乗換には各施設への移動が必要となっている。
路線バス
- 小涌園バス停、ユネッサン前バス停
  - 小田原駅または箱根湯本駅から箱根登山バスまたは伊豆箱根バス
  - 御殿場駅および強羅駅から箱根登山バスの「施設めぐりバス」
- ユネッサンインバス停、ヴェルデの森バス停
  - 上記の伊豆箱根バスのうち、早雲山駅（県道734号）経由のJ路線利用

鉄道
- 小田急箱根鉄道線（箱根登山電車）小涌谷駅から国道1号沿いに1,100メートルほど、徒歩15分から20分程度。
  - 小涌谷駅バス停が駅舎から国道1号に出た所にあり、ここから小涌園までバス利用も可能。